# Smbat Lputian
Smbat Gariginovitch Lputian (parfois translittéré Lputyan ; en arménien : Սմբատ Լպուտյան), né le 14 février 1958 à Erevan en Arménie, est un grand maître arménien du jeu d'échecs.

## Biographie et carrière
Lputian remporta le championnat d'Arménie à quatre reprises (1978, 1980, 1998 et 2001). Il a également participé à six championnats d'échecs d'URSS, avec pour meilleur résultat une cinquième place en 1984.
Il a remporté les tournois de Berlin en 1982, partagé la première place à Athènes et à Irkoutsk en 1983 est premier à Sarajevo en 1985, 1er ex aequo à Hastings 1986-1987 et 1er à Dortmund en 1988.
Il a obtenu le titre de maître international en 1982 et celui de grand maître international en 1984.
Lputian fait partie de l'équipe d'Arménie qui remporte l'Olympiade d'échecs de 2006 à Turin (il n'y joue toutefois qu'un rôle modeste, seulement trois parties disputées).
Au 1er novembre 2010, son classement Elo est de 2 574 points.

### Championnats du monde
| Année | Lieu      | Résultat                                     | Ultime adversaire                            | Adversaires battus                           |
| ----- | --------- | -------------------------------------------- | -------------------------------------------- | -------------------------------------------- |
| 1993  | Manille   | 29e ex æquo du tournoi interzonal (6,5 / 13) | 29e ex æquo du tournoi interzonal (6,5 / 13) | 29e ex æquo du tournoi interzonal (6,5 / 13) |
| 1993  | Bienne    | 12e du tournoi interzonal (8 / 13)           | 12e du tournoi interzonal (8 / 13)           | 12e du tournoi interzonal (8 / 13)           |
| 2000  | New Delhi | troisième tour                               | Viswanathan Anand                            | Pavel Blehm Sergueï Roublevski               |
| 2001  | Moscou    | deuxième tour                                | Loek van Wely                                | Michał Krasenkow                             |
| 2004  | Tripoli   | deuxième tour                                | Shakhriyar Mamedyarov                        | Merab Gagounachvili                          |